# Stefano Tomasini
Pour les articles homonymes, voir Tomasini.
Stefano Tomasini (né le 20 août 1963 à Gandino en Italie) est un coureur cycliste italien. Il a notamment remporté le classement du meilleur jeune du Tour d'Italie en 1988.

## Palmarès

### Palmarès amateur
- 1981
  -  Champion d'Italie sur route juniors
  - Classement général des Tre Ciclistica Bresciana
  - 3e du Trofeo Emilio Paganessi
  - 5e du championnat du monde sur route juniors
- 1982
  - Classement général du Tour de la Vallée d'Aoste
- 1983
  - 3e de la Semaine cycliste lombarde
- 1986
  - Grand Prix Colli Rovescalesi
  - Turin-Valtournenche
  - 2e du Tour de la Vallée d'Aoste

### Palmarès professionnel
- 1987
  - Herald Sun Tour :
    - Classement général
    - 11e étape

  - Trofeo dello Scalatore :
    - Classement général
    - 1re épreuve
- 1988
  -  Classement du meilleur jeune du Tour d'Italie
  - Mémorial Nencini (contre-la-montre)
  - 2e épreuve du Trofeo dello Scalatore
  - 3e du Grand Prix de la ville de Camaiore
  - 3e de l'Herald Sun Tour
  - 3e du Trofeo dello Scalatore
  - 9e du Tour d'Italie
- 1989
  - 2e étape du Tour du Trentin

### Résultats dans les grands tours

#### Tour d'Italie
4 participations
- 1987 : 30e
- 1988 : 9e,  Meilleur jeune
- 1989 : 26e
- 1990 : abandon (5e étape)

## Distinctions
- Mémorial Gastone Nencini (révélation italienne de l'année) : 1988